# ГЕС Vanderkloof
ГЕС Vanderkloof – гідроелектростанція в центральній частині Південно-Африканської Республіки. Знаходячись після ГЕС Gariep, становить нижній ступінь в каскаді на річці Оранжевій. Станом на середину 2010-х друга за потужністю ГЕС в країні (без урахування гідроакумулюючих станцій).
В межах проекту річку перекрили греблею P K le Roux, названою так на честь колишнього Міністра іригації, котрий доклав багато зусиль для реалізації проекту освоєння гідроресурсів Оранжевої. У лівобережній частині цієї бетонної комбінованої споруди знаходиться гравітаційна секція, яка в бік правобережжя продовжується аркою. Гребля має висоту 100 метрів, довжину 770 метрів та потребувала 1,1 млн м3 матеріалу. Вона утворила водосховище з площею поверхні 138 км2 та об’ємом 3,2 млрд м3.
Розташований на лівому березі неподалік від греблі машинний зал споруджений у підземному виконанні та має розміри 91х24 метра при висоті 48 метрів (обсяг вибірки порід склав 97 тис м3). Через водоводи діаметром 7 метрів вода подається на встановлені у залі дві турбіни типу Френсіс потужністю по 120 МВт, які при напорі у 65 метрів забезпечують середньорічне виробництво на рівні біля 0,9 млрд кВт-год.
Видача продукції відбувається по ЛЕП, що працює під напругою 400 кВ.
Окрім виробництва електроенергії комплекс Vanderkloof за допомогою системи каналів виконує функцію іригації біля 1000 тис гектарів земель, переважно в розташованій на північ від Оранжевої долині річки Riet (ліва притока Ваалю, котрий в свою чергу є правою притокою Оранжевої).